# 扒
扒是一种烹调方法。

## 魯菜
先用葱薑炸锅，下预先摆放成形的主料、汤汁和调味品，烧开并用中小火烧入味，中途不攪拌，然后用旺火加水淀粉收汁，出锅。扒根据调味汁可以分红扒、白扒、以及和汤汁加入牛奶的奶扒。

## 粵菜[1]
先將食材略炒後以短時間炆熟，再打濃味而厚重的獻汁煮滾、熄火，加入豬油或雞油拌勻而成。